# おかゆ太郎
おかゆ 太郎（ - たろう、本名：渡辺 剛士（わたなべ たかお）、1977年12月19日 - ）は、日本のピン芸人である。『あらびき団』等、特定の番組では渡辺 ラオウ（わたなべ ラオウ）を名乗る。
新潟県出身。SHUプロモーション所属。かつては石井光三オフィスに所属していた。芸名はバカリズムによる命名。

## 芸風

### 「おかゆ太郎」として
主に一人コントや一人芝居をしている。コントの中で体を張ることはないが、オーバーなアクションをすることがある。
コント以外では「おかゆ太郎」名義でもラオウと同じ体を張った芸をすることがある。

### 「渡辺ラオウ」として
漫画『北斗の拳』の登場人物・世紀末覇者ラオウに扮し、体を張った芸を披露する。ネタの最後は「この程度かっ！」という台詞で締めるが、むせる、口の中に物が入ったまま、体力ダウンなどできちんと言えない、という「お約束」もある。
以下はその芸と概要。
- 逆立ちで熱々のラーメンを食べ尽くす - カップラーメンの場合もある。また、汁は飲みきらない。
- 逆立ちでステーキを焼き、食べ尽くす。
- 200 ml 瓶の牛乳1ダースをテンポよく飲み尽くす - 10本の場合もあり、ナイナイプラスでは10本だった。瓶に牛乳が残っている事があるが、本人いわく「沖縄では泡盛を飲むとき、はじめに盃一杯分を神様に捧げることがある。残した牛乳も神様に捧げている。」ということらしい。
- 水、コーラ、牛乳、熱々のタマゴ、コーラ、コーラ、牛乳をテンポよく飲み食いする。テンポ良く○○のネタは始めこそテンポは良いが、苦しくなってくるのは否めず、必ずスローダウンする。
- 2mのうどんを一気にすすり尽くす - 声を出すことができず、動きもないため、もっとも地味な芸であるが、難易度は高い。あらびき団ではすすりつくせなかったNGテイクも流されていた。
- フライパンなどを曲げ尽くす。
- 50本のマッチ10束についた火をテンポ良く口での中で消し尽くす - 一度に2束（100本）を口に入れることも。
- ブリッジの状態で腹にプリンを乗せ、腹筋の力で体を這わせ口に入れる。
- 鉄板の上の熱々のたこ焼きを素手でひっくり返し、焼き、食べ尽くす。
- 2リットルの熱々のお茶を8mのホースをストローがわりにして飲み干す。
- 逆立ちでザリガニをきれいな水槽に移す。
- 熱々に煮立てたTシャツを湯切りもせず着込む。
- ホッピングに乗ったままパンツ大作戦を成功させる。
- ティーポットに入った熱々のお茶を手を使わずにカップにそそぐ。

なお、ラオウとしての衣装は元ファンキーモンキークリニックの高橋卓から借りたものだったという。

## 略歴
- 日本映画学校（現・日本映画大学）11期生。
- 1998年から2007年までストロング・マイマイズというコンビで活動していた。その当時はマセキ芸能社に所属していた。
- 2019年4月、元弾丸ジャッキーのオラキオとコントユニット「ロボットまんぞうさん」を結成。2020年1月、ユニット名を「ロボマン」に変更。2020年3月15日にロボマンとして初の単独ライブを開催[2]予定であったが、新型コロナウイルス感染症の流行 (2019年-)により中止。

## 人物
- ラオウの芸では常に激しい口調だが、それ以外では物腰がやわらかく丁重である。ゆえにラオウの芸に入る時は急変してしまう。
- 「渡辺ラオウ」という芸名について、インターネットテレビにて「おかゆ太郎ではイメージと違うので、半ば番組につけさせられた」と語っている。
- 渡辺剛士名義でバカリズムライブ、DVDの映像製作を担当している。バカリズムがMCを務めた「アイドリング!!!」のオープニング映像（2013年4月13日放送より）も担当した。
- 2009年9月4日、第一回単独公演「渡辺ラオウのすすりつくしてやるわ！」を開催。公演タイトル命名はTBSあらびき団MCである東野幸治。
- いち早くUstreamでのレギュラー生放送を開始した芸人である。（「渡辺ラオウ世界征服会議(仮)」）
- 日本テレビの特番世界1のSHOWタイム〜ギャラを決めるのはアナタ〜ではマスクパフォーマーズのグリーンマスクとして活躍。
- TBSの大食い番組フードバトルクラブの出演経験もある大食い芸人。フジテレビの特番ジャイアントキリングでは、ジャイアント白田の推薦で「史上最強の大食い芸人」として参戦。力士相手に大食い芸人としての実力を発揮。
- バカリズムほぼ監督作品バカリズム THE MOVIEでは、帰ってきたバカリズムマンのカピバラ伯爵役として出演。
- 2013年5月より、映像コンテンツ おかゆ太郎 中国の奇人に挑む！ の配信が開始。
- 2014年5月26日の「バカリズムのオールナイトニッポンGOLD」にて、結婚していたことがバカリズムの口から語られた。酒の席で彼に打ち明けるまで、報告は誰にもしていなかったらしい。
- 2014年6月28日放送の「人志松本のすべらない話」にて、過去に抱き枕と付き合っていたことがあるとバカリズムにより明かされた。
- 2014年7月7日の「バカリズムのオールナイトニッポンGOLD」にて、髪の毛が薄くなり黒い粉を振っていることがバカリズムの口から語られた。
- 2020年4月より放送のテレビ朝日「探シタラTV」では、イラストを担当。

## 出演

### テレビ
コンビ時代
「コンビ時代の出演についてはストロング・マイマイズ#出演を参照」
ピン時代
- あらびき団（TBS）
- 革命×テレビ（TBS）
- リンカーン（TBS）
- 有吉ジャポン（TBS）
- 芸人キャノンボール2016 〜公道最速借り物レース〜（TBS）
- 99プラス（日本テレビ）
- SUPER SURPRISE（日本テレビ）
- 世界1のSHOWタイム〜ギャラを決めるのはアナタ〜（日本テレビ）
- 所さんの目がテン!（日本テレビ）
- ニノさん（日本テレビ）
- ナカイの窓（日本テレビ）
- ウチのガヤがすみません!（日本テレビ）
- イツザイ（テレビ東京）
- ポケモンサンデー（テレビ東京）
- こそこそチャップリン（テレビ東京）
- ウソのような本当の瞬間!30秒後に絶対見られるTV（テレビ東京）
- お笑い図鑑 ハマヌキ（tvk）
- キャくれ家（朝日放送）
- たけしの健康エンターテインメント!みんなの家庭の医学（朝日放送）
- お願い!ランキング（テレビ朝日）
- ジャイアントキリング（フジテレビ）
- IPPONスカウト（フジテレビ）
- うつけもん（フジテレビ）
- 全ての問題が未だ見た事がない問題 全題未問（フジテレビ）
- ピエール瀧のしょんないTV（静岡朝日テレビ） - 年1回、「しょんない大道芸ワールドカップinしずおか」に出演
- 太田上田（中京テレビ）
- 一流有名人の側近に学ぶ驚きの処世術!ソッキング（中京テレビ）
- 浜田が志村とリアクション芸ダメ出しSP 〜第2弾〜（読売テレビ）

### CM
- 龍角散 パフィット
- ニンテンドーDSソフト『北斗の拳 〜北斗神拳伝承者の道〜』

### 映画
- 功夫哀歌/カンフーエレジー（主演）
- バカリズム THE MOVIE（2012年5月） - カピバラ伯爵 役

### ライブ
- 渡辺ラオウ第一回単独公演「渡辺ラオウのすすりつくしてやるわ！（ライト東野命名）」（2009年9月4日　Live Cafe 弁天）
- おかゆ太郎 単独公演「イッセイソウシン」（2014年7月1日・2日　小劇場B1）
- おかゆ太郎 単独公演「ベツメイホゾン」（2016年5月7日・8日　「劇」小劇場）
- おかゆ太郎 単独公演「みんなのえほん」（2018年3月10日・11日　シアターグリーンBASE THEATER）

### 舞台
- コルトガバメンツ（2009年11月11日〜22日 シアター711）
- ディーラーズ・チョイス（2012年6月10日〜18日 シアター711）
- 劇団EXILE さよなら西湖クン（2013年5月24日〜6月2日 キンケロ・シアター）
- チーム・ギンクラ第二回公演 フルーツバスケット～doomsday～（2014年11月27日〜30日 ラビネスト）
- チーム・ギンクラ第三回公演 ハリウッド商店街 ～雪が降らない町の雪祭り～（2015年3月5日〜8日 キーノート・シアター）
- チーム・ギンクラ第四回公演 Bスタジオを封鎖せよ！（2015年9月22日〜27日 劇場MOMO）

### DVD
- バカリズムライブ特別編 『PS7』（バップ、2006年1月25日）※コンビ時代
- あらびき団 第1回本公演 （ヨシモトRandC）2009
- あらびき団 アンコールVol.2 あの素晴らしい芸をもう一度（ヨシモトRandC）2009年
- あらびき団 リバイバル公演 ライト東野セレクション厳選50組（ヨシモトRandC）2012年